# Анналы Инишфаллена
Анналы Инишфаллена (ирл. Annála Inis Faithleann, англ. Annals of Inisfallen) — исторический источник, повествующий о средневековой истории Ирландии и описывающий период от 433 до 1450 года (отсутствуют записи за 1130—1159, 1215 и 1285—1295 годы). Одним из мест, где работали авторы анналов, было аббатство Инишфаллен, находившееся на одноимённом острове на озере Лох-Лин. По этой обители анналы и получили своё название. «Анналы Инишфаллена» — наиболее ранние по времени создания ирландские анналы, дошедшие до нашего времени.

## Описание
Единственная сохранившаяся рукопись «Анналов Инишфаллена» — кодекс Rowlinson B. 503 — находится в Бодлианской библиотеке Оксфордского университета. В ходе палеографических исследований установлено, что над текстом анналов работали несколько авторов, ведших записи как на ирландском языке, так и на латыни. Их деятельность датируется XII—XV веками: наиболее ранние записи в тексте, предположительно, относятся к 1092 году. В 1933 и 1944 году вышли полные печатные издания текста «Анналов Инишфаллена», ставшие основой для всех позднейших публикаций.
Основной текст «Анналов Инишфаллена» предваряет вступление, известное как «Пред-Патрикская часть» (англ. Pre-Patrician section). Вероятно, в его основу были положены материалы из трактата «Война ирландцев с чужеземцами» (др.‑ирл. Lebor Gabála Érenn). Как предполагается, в начальной части «Анналы Инишфаллена» содержат данные, заимствованные из «Хроники Ирландии» — недошедшего до наших дней, но реконструируемого по другим источникам первого памятника ирландской анналистики. Предполагается, что лёгший в основу «Анналов Инишфаллена» вариант «Хроники Ирландии», был записан в конце X века в Эмли. Кроме данных из «Хроники Ирландии» в этой части «Анналов Инишфаллена» присутствуют и уникальные свидетельства, имеющие мунстерское происхождение.
Вероятно, здесь же в Эмли в конце XI века была произведена первая корректура анналов: сведения этого источника были частично сокращены, частично дополнены и исправлены на основе текстов, близких к так называемой «Клонмакнойсской группе анналов». Совпадение текстов «Анналов Инишфаллена», «Анналов Тигернаха» и «Хроники скоттов» выявлены в записях по 1065 год включительно. Вероятно, общий для этих анналов протограф использовался и при создании «Анналов Клонмакнойса». Все записи в рукописи «Анналов Инишфаллена» с 433 по 1092 год сделаны одним почерком. В качестве возможного автора этой части «Анналов Инишфаллена» рассматриваются такие видные деятели аббатства Эмли как Диармайт мак Флайнн Куа и Маэл Иса Уа Аррахтайн.
Впоследствии «Анналы Инишфаллена» были ещё несколько раз скопированы: сначала в Томгране, затем в середине XI века в Киллало. В начале XII века рукопись была перевезена в Лисмор, где была дополнена записями о событиях вплоть до 1119 года. Вскоре после этого анналы были доставлены в аббатство в Инишфаллене. Вероятно, это произошло в период между 1130 и 1159 годами, когда записи в анналах не велись. Здесь в рукопись начали добавляться ежегодные записи, посвящённые современным авторам анналов событиям. Внесение подобных записей продолжалось вплоть до середины XV века. По данным палеографии, всего над рукописью анналов работали восемнадцать авторов, однако только вклад шести из них является значительным по объёму.
«Анналы Инишфаллена» не следует путать с «Дублинскими анналами Инишфаллена» (англ. Dublin Annals of Inisfallen) — компиляцией, созданной в XVIII веке в Париже.

## Издания
На латинском и ирландском языках:
- Annals of Inisfallen. CELT: Corpus of Electronic Texts Edition. Дата обращения: 30 апреля 2015.

На английском языке:
- Annals of Inisfallen, Pre-Patrician Section. CELT: Corpus of Electronic Texts Edition. Дата обращения: 30 апреля 2015.
- Annals of Inisfallen. CELT: Corpus of Electronic Texts Edition. Дата обращения: 30 апреля 2015.

На русском языке:
- Анналы Инишфаллена. Восточная литература. Дата обращения: 30 апреля 2015.